# Цианат германия(IV)
Цианат германия(IV) — неорганическое соединение, 
соль германия и циановой кислоты с формулой Ge(OCN)4,
бесцветная жидкость,
гидролизуется водой.

## Получение
- Обменная реакция хлорида германия(IV) и цианата серебра в бензоле:

{\displaystyle {\mathsf {GeCl_{4}+4AgOCN\ {\xrightarrow {}}\ Ge(OCN)_{4}+4AgCl\downarrow }}}

## Физические свойства
Цианат германия(IV) — бесцветная, легко гидролизующаяся жидкость.
Растворяется в бензоле.